# مدیسون‌ویل (تگزاس)
مدیسون‌ویل، تگزاس(به انگلیسی: Madisonville, Texas) شهری در ایالت تگزاس از ایالات جنوبی ایالات متحده آمریکا است. در سرشماری سال ۲۰۰۰، جمعیت این شهر ۴۱۵۹ نفر اعلام شد.